# 飯田久恒
飯田 久恒（いいだ ひさつね、1869年11月13日（明治2年10月10日） - 1956年（昭和31年）10月15日）は、日本の海軍軍人。最終階級は海軍中将。

## 経歴
旧上野国吉井藩主の鷹司松平家・吉井信謹子爵の、市谷加賀町邸時代に家扶を務めた士族飯田久徴の長男として生まれる。攻玉社を経て、1892年7月、海軍兵学校（19期）卒業。少尉候補生として「愛宕」に乗り組み日清戦争に出征した。1894年9月に海軍少尉任官。砲術練習所を卒業し、「鳥海」分隊長、「扶桑」航海長、海軍教育本部第1部、第2艦隊参謀などを歴任。日露戦争では参謀として「磐手」乗り組みで出征した。その後負傷・後送された松村菊勇の補充として「三笠」へ移り、さらに小倉寛一郎の「三笠」着任に伴って軍令部に異動した谷口尚真の後任として「浪速」へ移り蔚山沖海戦に参加、そして小倉の負傷・後送により再び「三笠」に移り日本海海戦に参加、日本海海戦で戦傷を受けている。
日露戦争のため退学した海軍大学校に復校し、1906年7月、同校（将校科甲種4期）を卒業。軍令部参謀、イギリス駐在、「筑波」副長、軍令部参謀兼海大教官、兼参謀本部員、「新高」艦長、第3艦隊参謀長、「笠置」艦長、海大教頭、「吾妻」「薩摩」各艦長などを歴任。1917年12月、海軍少将に進級。さらに、イギリス大使館付武官、第4戦隊司令官などを経て、1921年12月、海軍中将となった。以後、第3戦隊司令官、馬公要港部司令官、将官会議議員を務め、1924年2月、予備役に編入され、1934年10月に退役した。
1947年（昭和22年）11月28日、公職追放仮指定を受けた。

## 栄典
位階
- 1894年（明治27年）10月22日 - 正八位[3]
- 1898年（明治31年）3月8日 - 従七位[4]
- 1903年（明治36年）11月10日 - 従六位[5]
- 1907年（明治40年）11月30日 - 正六位[6]
- 1913年（大正2年）2月10日 - 従五位[7]
- 1918年（大正7年）1月30日 - 正五位[8]
- 1921年（大正10年）12月28日 - 従四位[9]

勲章等
- 1895年（明治28年）11月18日 - 勲六等単光旭日章[10]・明治二十七八年従軍記章[11]
- 1900年（明治33年）11月30日 - 勲五等瑞宝章[12]
- 1902年（明治35年）5月10日 - 明治三十三年従軍記章[13]
- 1905年（明治38年）5月30日 - 勲四等瑞宝章[14]
- 1906年（明治39年）4月1日 - 功四級金鵄勲章・旭日小綬章・明治三十七八年従軍記章[15]
- 1909年（明治42年）4月18日 - 皇太子渡韓記念章[16]
- 1913年（大正2年）11月28日 - 勲三等瑞宝章[17]
- 1920年（大正9年）9月7日 - 旭日重光章[18]
- 1940年（昭和15年）8月15日 - 紀元二千六百年祝典記念章[19]